# Strano interludio
(Nina)
Strano interludio è un'opera teatrale in nove atti scritta nel 1923 dal drammaturgo statunitense Eugene O'Neill.
Messa in scena per la prima volta nel 1928, con protagonista Lynn Fontanne nel ruolo di Nina, lasciò perplessa la critica, ma ottenne successo di pubblico.
Dalla durata di oltre quattro ore, il dramma si caratterizza per l'uso intensivo di soliloqui, durante i quali i personaggi esternano al pubblico i loro pensieri.

## Trama
Nina, figlia di un arido professore della prestigiosa università Ivy League, perde l'adorato fidanzato Gordon durante la prima guerra mondiale.
Ignorando la devozione e l'amore incondizionato dello scrittore Charles Marsden, Nina decide di sposare un giovane ingenuo, Sam Evans.
Nina, già incinta di Sam, scopre con orrore però che la suocera soffre di una malattia mentale ereditaria che può essere trasmessa al figlio che sta aspettando. Decide quindi di abortire e di avere invece un bambino dal professore di fisica Ned Darrell, tenendo all'oscuro Sam del suo piano. La giovane, però, si rende conto di essersi follemente innamorata di Ned. Al neonato Nina impone il nome di Gordon, quello del suo primo fidanzato.
Il dramma si conclude vent'anni più tardi, quando Gordon è già adulto e Nina (che intanto si è sposata a Charles) e Ned sono ancora gli unici a sapere che egli non è il figlio naturale di Sam.

## Rappresentazioni
La prima assoluta è stata il 30 gennaio 1928 al John Golden Theatre di New York per la regia di Philip Moeller e le scene di Jo Mielziner. Interpreti principali: Tom Powers (Charles Marsden), Philip Leigh (Professor Leeds), Lynn Fontanne (Nina Leeds), Earle Larimore (Sam Evans), Glenn Anders (Edmund Darrell), Helen Westley (signora Amos Evans), Charles Walters (Gordon Evans, giovane), Ethel Westley (Madeline Arnold), John J. Burns (Gordon Evans, uomo). Restò in scena sino al 15 giugno 1929 per 426 repliche.

### In Italia
Il regista Anton Giulio Bragaglia preannunciò il debutto italiano per la stagione 1941-42 al Teatro delle Arti di Roma ma rinunciò non potendo rappresentare il dramma integralmente, come esigeva l'autore.
La prima italiana è stata data il 9 gennaio 1946 presso il Teatro Odeon di Milano, nell'adattamento di Ettore Giannini e Cesare Vico Lodovici, per la regia di Ettore Giannini; interpreti: Andreina Pagnani (Nina  Leeds), Carlo Ninchi (Edmund  Darrell), Rossano Brazzi (Sam  Evans), Wanda Capodaglio (la  signora  Evans), Cesare Barbetti (Gordon  Evans,  a  tredici  anni), Giuseppe Rinaldi (Gordon Evans, a ventun’anni), Valentina Cortese (Madeline Arnold), Corrado Racca (Charles  Marsden), Pio Campa (il professor Henry Leeds).

## Critica
Ha scritto León Mirlas: 
()

## Adattamenti
Il regista Robert Z. Leonard nel 1932 ha diretto la versione cinematografica Strano interludio.
Nel 1988 Herbert Wise ha diretto un adattamento televisivo di una rappresentazione avvenuta a Londra nel 1985, interpretata da Edward Petherbridge nel ruolo di Charles, Glenda Jackson in quello di Nina Nina e David Dukes in quello di Ned. Nell'adattamento compare anche Kenneth Branagh nel ruolo di Gordon Evans. Questo adattamento è abbastanza fedele al testo originale di O'Neill, ma ha eliminato gran parte del settimo atto (scene in cui compare Gordon Evans bambino) mentre i monologhi sono recitati come avverrebbe su un palco teatrale. L'adattamento è stato trasmesso negli Stati Uniti dalla PBS come parte della serie American Playhouse.

## Premi e riconoscimenti
- Premio Pulitzer per la drammaturgia 1928